# Martini Racing
Martini Racing és la denominació dels equips de diverses disciplines d'automobilisme patrocinats per la marca de begudes italiana Martini & Rossi. L'equip es fundà l'any 1968 i va competir, entre d'altres, al Campionat Mundial de Ral·lis, al Deutsche Tourenwagen Meisterschaft i la Fórmula 1.
Els seus vehicles teníen una característica banda tricolor: blau, blau cel i vermella.

## Ral·lis

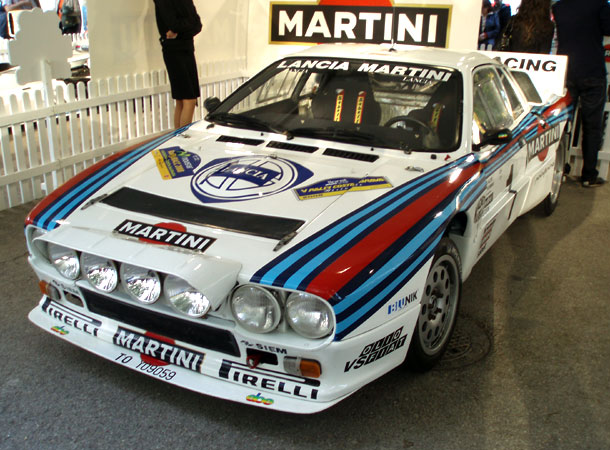
Lancia 037 de Martini Racing

L'any 1973 l'aliança Martini i Porsche guanya per sorpresa el Ral·li Targa Fiorio amb un Porsche 911 Carrera RS, retornant puntualment Porsche de la mà de Martini al Campionat Mundial de Ral·lis l'any 1978 amb un Porsche SC 911 per Björn Waldegard i per Vic Preston Jr. al Ral·li Safari, finalitzant Preston segon i Waldegard quart.
L'any 1982, Martini Racing firma amb l'equip oficial Lancia, el patrocini del Lancia 037 de grup B, amb Attilio Bettega i Markku Alén com a pilots. S'iniciava l'associació Lancia Martini al Campionat Mundial de Ral·lis, una de les aliances més longeves del campionat, mantenint-se units fins al 1992 i guanyant nombrosos ral·lis i títols amb pilots com Juha Kankkunen, Bruno Saby, Massimo Biasion o Didier Auriol.
Després de finalitzar la seva llarga relació amb Lancia, Martini retornà al patrocini menor dins del Campionat d'Itàlia de Ral·lis amb Gianfranco Cunico, qui guanyà el campionat italià de 1994, 1995 i 1996 amb un Ford Escort Cosworth del Jolly Club.
Martini retornà al Campionat Mundial de Ral·lis de l'any 1999 al 2002 amb M-Sport, l'equip Ford al Mundial, amb pilots com Carlos Sainz, Colin McRae i Markko Märtin. Els Ford Martini van guanyar diversos ral·lis, però cap títol.

### Palmarès
- 4 Mundial de Pilots: 1987, 1991 (Juha Kankkunen), 1988 i 1989 (Massimo Biasion)
- 7 Mundial de Marques: 1983 (Lancia 037), 1987, 1988, 1989, 1990, 1991 i 1992 (Lancia Delta)

## Turismes

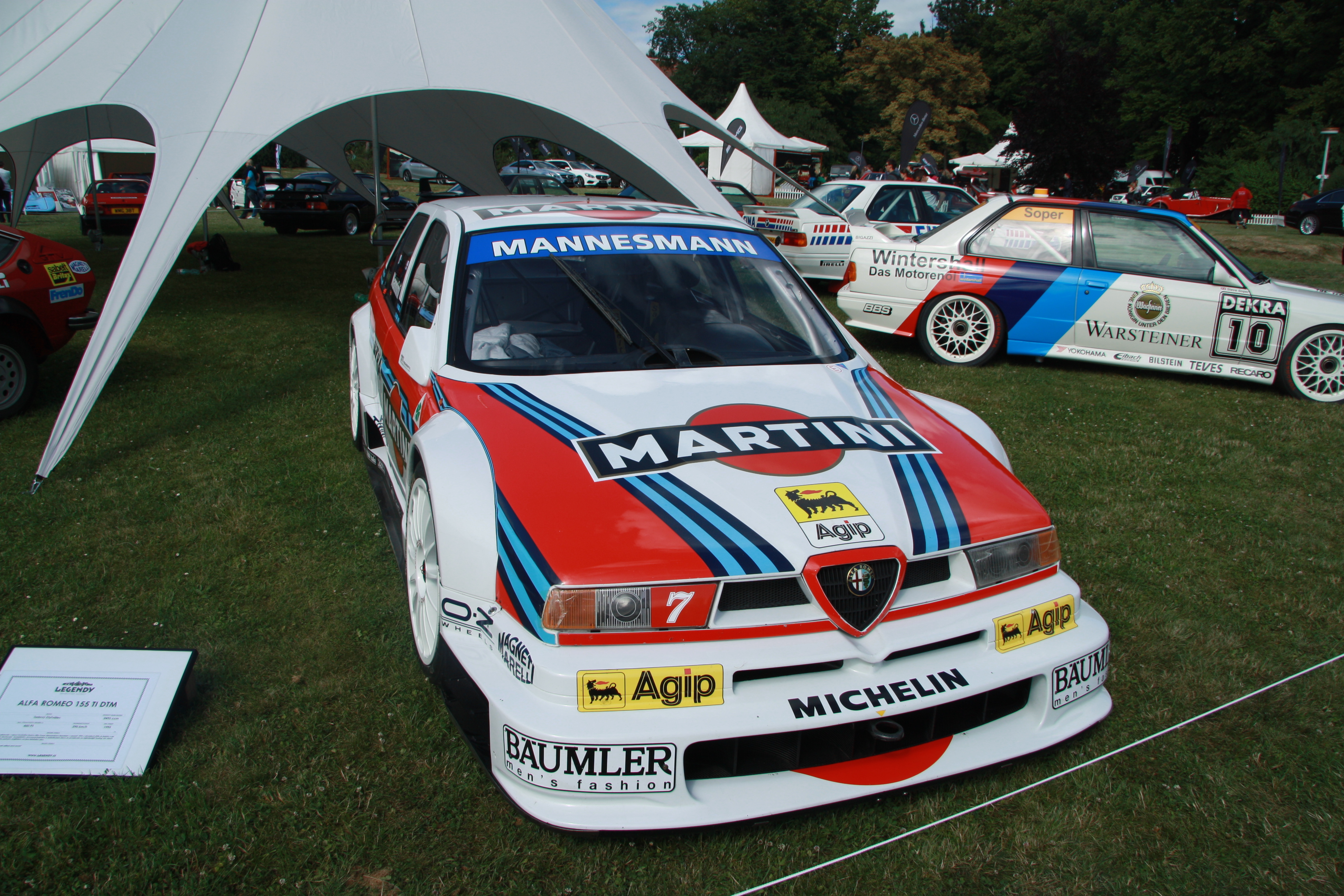
Alfa Romeo 155 de Martini Racing.

L'any 1992 Martini Racing s'involucra al Campionat d'Itàlia de Turismes patrocinant a l'equip Alfa Romeo, guanyant el títol nacional amb un Alfa Romeo 155 pilotat per l'expilot de Fórmula 1 Nicola Larini.
Aquest èxit serveix a nivell nacional, anima a Martini i Alfa Romeo per l'any 1995 donar el salt al Deutsche Tourenwagen Meisterschaft amb els experimentats pilots Nicola Larini i Alessandro Nannini, ambdós expilots de Fórmula 1, si bé els resultats no van ser prou competitius i l'equip es retirà del certamen al finalitzar la temporada.

## Fórmula 1

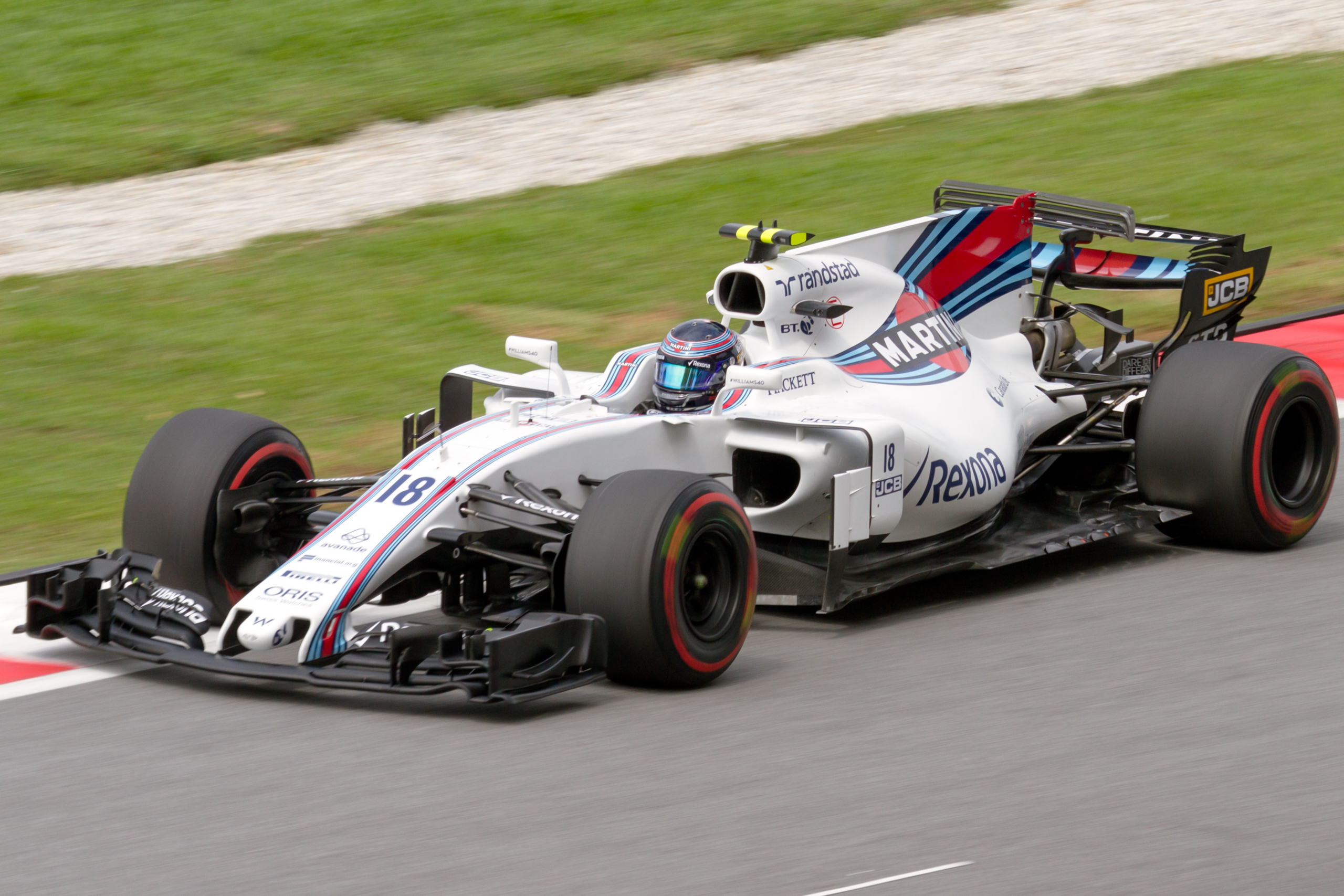
Williams de Martini Racing.

Martini entra a la Fórmula 1 l'any 1972 amb l'equip italià Tecno, però els desacords i mals resultats van posar fi a aquesta relació l'any 1973.
Un segon intent es produeix l'any 1975, patrocinant l'equip Brabham de Bernie Ecclestone. La relació durà fins al 1978 i passaren per l'equip pilots com Carlos Reutemann, Carlos Pace, Hans-Joachim Stuck o John Watson.
La temporada 1979 el patrocini passa al Team Lotus, amb els pilots Mario Andretti i Carlos Reutemann, essent un fracàs amb cap victòria malgrat que l'any anterior l'equip havia estat dels més competitius.
L'any 2006, de forma menor, Martini comença a patrocinar la Scuderia Ferrari, tornant a ser patrocinador principal l'any 2014 amb l'equip Williams Grand Prix Engineering. Aquesta relació es va mantenir fins al 2018.